# J. LaMoine Jenson
Joseph LaMoine Jenson, född 27 juni 1935 i Millville, Utah, död 2 september 2014 i Eagle Mountain, Utah, var en amerikansk mormonpredikant som från 2005 fram till sin död var ledare för the Apostolic United Brethren (AUB), en mormongrupp som praktiserar månggifte. 
Jenson efterträdde Owen Allred som ledare för AUB, när denne avled vid 91 års ålder. J. LaMoine Jenson hade redan två år tidigare utnämnts till Allreds efterträdare av AUB:s styrande råd, som Jenson själv tillhört i 36 år innan han tillträdde som kyrkans president.